# Angulosaccus tenuis
Angulosaccus tenuis is een krabbezakjessoort uit de familie van de Peltogasterellidae. De wetenschappelijke naam van de soort is voor het eerst geldig gepubliceerd in 1944 door Reinhard.